# Критерій Фішера

F-тестом або критерієм Фішера (F-критерієм, φ*-критерієм) — називають будь-який статистичний критерій, тестова статистика якого при виконанні нульової гіпотези  має розподіл Фішера (F-розподіл).
Статистика тесту так чи інакше зводиться до відношення вибіркових дисперсій (сум квадратів, ділених на «ступеня свободи»). Щоб статистика мала розподіл Фішера, необхідно, щоб чисельник і знаменник були незалежними випадковими величинами і відповідні суми квадратів мали розподіл Хі квадрат. Для цього потрібно, щоб дані мали нормальний розподіл. Крім того, передбачається, що дисперсія випадкових величин, квадрати яких підсумовуються, однакова.
Тест проводиться шляхом порівняння значення статистики з критичним значенням відповідного розподілу Фішера при заданому рівні значимості. Відомо, що якщо {\displaystyle F\sim F(m,n)}, то {\displaystyle 1/F\sim F(n,m)}. Крім того, квантилі розподілу Фішера мають властивість {\displaystyle F_{1-\alpha }=1/F_{\alpha }}. Тому зазвичай на практиці в чисельнику бере участь потенційно велика величина, в знаменнику — менша і порівняння здійснюється з «правою» Квантиль розподілу. Проте тест може бути і двостороннім і одностороннім. У першому випадку при рівні значущості {\displaystyle \alpha } використовується квантиль {\displaystyle F_{\alpha /2}}, а при односторонньому тесті {\displaystyle F_{\alpha }}.
Більш зручний спосіб перевірки гіпотез — за допомогою p-значення {\displaystyle p(F)} — імовірністю того, що випадкова величина з даними розподілом Фішера перевищить дане значення статистики. Якщо {\displaystyle p(F)} (для двостороннього тесту — {\displaystyle 2p(F)}) менше рівня значущості {\displaystyle \alpha }, то нульова гіпотеза відкидається, в іншому випадку приймається.